# Levodopa
Levodopa (generische of stofnaam) of L-DOPA (L-3,4-di-hydroxy-phenylalanine) is een catecholamine en een tussenproduct in de aanmaak van dopamine in planten en dieren.

## Gebruik als geneesmiddel
Levodopa is een precursor van dopamine en wordt in de geneeskunde als dopamine-agonist gebruikt om bij de behandeling van de ziekte van Parkinson de hoeveelheid dopamine in de hersenen te verhogen. Levodopa passeert namelijk de bloed-hersenbarrière, terwijl dopamine deze barrière niet kan passeren.
Als levodopa het centraal zenuwstelsel (CZS) is binnengedrongen, wordt het door het enzym aromatisch-aminozuur-decarboxylase omgezet in dopamine. Levodopa wordt echter ook buiten het zenuwstelsel omgezet in dopamine, waardoor er bijwerkingen ontstaan en er bovendien minder levodopa beschikbaar is binnen het zenuwstelsel. Daarom wordt levodopa samen toegediend met een perifere decarboxylaseremmer zoals carbidopa (in Sinemet®) of benserazide (in Madopar® of Prolopa®). Soms wordt ook een remmer van een ander enzym dat levodopa afbreekt, catechol-O-methyltransferase toegevoegd (in Stalevo®).

## Bijwerkingen
- Afhankelijk van de dosering kunnen onwillekeurige bewegingen, dyskinesieën, zowel vroeg als laat in de behandeling optreden. Bij voortgezette behandeling treden deze bij 50–80% op tijdens de top van de bloedspiegel; het zenuwstelsel wordt steeds gevoeliger voor deze bijwerkingen.
- Naarmate de ziekte langer duurt, houdt het effect steeds korter aan; wanneer de levodopa is uitgewerkt, treden plotselinge wisselingen van de werking ("on-off-effecten") op, of wordt de patiënt stijf.
- Hallucinaties, angst, depressiviteit.
- Orthostatische hypotensie.
- Misselijkheid, braken, verlies van eetlust.
- Slaperigheid overdag.
- Verder is er nog een lange lijst mogelijke bijwerkingen die minder vaak voorkomen.

## Opmerkingen
- Er is geen bewijs dat gebruik van levodopa de ziekte van Parkinson sneller doet verlopen.[3][4]
- De afnemende werkingsduur en de toenemende gevoeligheid voor dyskinesieën heeft te maken met het voortschrijden van de ziekte (afname van de hoeveelheid bufferende zenuwcellen in de substantia nigra).

## Natuurlijke bronnen
Tuinbonen (Vicia faba) zijn een zeer rijke natuurlijke bron van L-DOPA. Een portie van 100 gram tuinbonen levert circa 250 mg L-DOPA. De stengels en vooral de bloemen (11% L-DOPA) bevatten veel L-DOPA. De fluweelboon (Mucuna pruriens) is echter nog rijker aan L-DOPA, de volwassen bonen bevatten gemiddeld tussen de 3,1% en 6,1% L-DOPA, wat neerkomt op 3 tot 6 gram per portie van 100 gram bonen.

## Biosynthese
Levodopa ontstaat uit het aminozuur tyrosine door activiteit van het enzym tyrosinehydroxylase, dat ook een voorloper is van de catecholamine neurotransmitters dopamine en noradrenaline en het hormoon adrenaline. Dopamine ontstaat door decarboxylatie van levodopa.
De L- en het voorvoegsel levo- wijst er op dat dat de structuur rondom het asymmetrische atoom van levodopa overeenkomt met linksdraaiend glyceraldehyde, zoals bij alle actieve aminozuren het geval is.

## Geschiedenis
Arvid Carlsson, een Zweedse wetenschapper die daar in 2000 de Nobelprijs voor de Fysiologie of Geneeskunde voor kreeg, toonde in 1950 aan dat de toediening van levodopa de parkinsonverschijnselen bij proefdieren verminderden. Ook de Nobelprijs voor de Scheikunde in 2001 had betrekking op levodopa, hij werd verkregen door William. S. Knowles voor zijn werk aan een proces dat wordt toegepast bij de synthese van levodopa.